# Antike
Die Antike (von lateinisch antiquus ‚alt, altertümlich, altehrwürdig‘) war eine Epoche im Mittelmeerraum, die etwa von 800 v. Chr. bis 600 n. Chr. reichte; allerdings wird ihr Beginn teilweise noch deutlich früher angesetzt. Die klassische Antike unterscheidet sich von vorhergehenden und nachfolgenden Epochen durch gemeinsame und durchgängige kulturelle Traditionen, deren Einfluss in vielen Bereichen bis in die Moderne prägend ist. Sie umfasst die Geschichte des antiken Griechenlands und des Römischen Reichs. Das Römische Reich vereinte den Mittelmeerraum vom 1. Jahrhundert n. Chr. an politisch, doch der kulturelle Einfluss Roms wirkte vor allem im westlichen Teil des Reiches, während im Osten die griechisch-hellenistische Tradition (Byzanz) – neben orientalischen Traditionen – weitergeführt wurde, bis sie im Zuge der islamischen Expansion zurückgedrängt wurde (ab 632 n. Chr.).
Für die griechisch-römische Antike werden insgesamt sechs Epochen unterschieden, davon drei für die griechische Geschichte:
- Archaik (ca. 800 bis 500 v. Chr.)
- Klassik (ca. 500 bis 330 v. Chr.) und
- Hellenismus (ca. 330 bis 30 v. Chr.).

Als die Griechen im Verlauf des Hellenismus Teil des Imperium Romanum geworden waren, ging ihre Geschichte in der römischen auf. Diese wird ihrerseits unterteilt in:
- Republik (ca. 500 bis 27 v. Chr.)
- Kaiserzeit (27 v. Chr. bis 284 n. Chr.) und
- Spätantike (284 bis 641 n. Chr.).

In einem erweiterten Sinne umfasst die Alte Welt auch die Geschichte der altorientalischen nahöstlichen Hochkulturen Ägyptens, Syriens und Mesopotamiens (Sumer, Akkad, Babylonien, Assyrien) sowie Karthagos, des iranischen Raums (Elam, Medien, Persien), Kleinasiens (Hethiter, Luwien, Lydien, Phrygien, Kilikien) und der Levante (Phönizien, Israel, Aram-Damaskus), die etwa mit dem Beginn der Schriftlichkeit um 3500 v. Chr. einsetzte. Dieser größere Zeitraum von etwa 3500 v. Chr. bis zum Ende der Antike wird zur Unterscheidung von dem engeren, auf die griechisch-römische Welt begrenzten Antikebegriff bevorzugt als Altertum bezeichnet; oder es wird in Bezug auf den Nahen Osten bis zu dessen Eingliederung in den makedonisch-griechischen Machtbereich unter Alexander dem Großen (ca. 330 v. Chr.) vom Alten Orient gesprochen.
Die auf Antike bzw. Altertum folgende Epoche der europäischen Geschichte ist das Mittelalter, das nach einem breiten, regional unterschiedlichen Übergangszeitraum einsetzt (siehe Spätantike und Frühmittelalter).

## Zeitliche und begriffliche Abgrenzungen
Im Sinne der klassischen Altertumswissenschaften bezeichnet der historische Begriff Antike meist die Zeit von der allmählichen Herausbildung der griechischen Staatenwelt im achten vorchristlichen Jahrhundert bis zum Tod des oströmischen Kaisers Justinian im Jahr 565 n. Chr. Seit den Arbeiten des belgischen Historikers Henri Pirenne wird immer öfter auch das Jahr 632, also der Tod Mohammeds und die darauf folgende islamische Expansion, als Datum für das Ende der Antike vorgeschlagen.
Der Anfang der antiken griechisch-römischen Kultur im klassischen Sinne wird im Allgemeinen mit der Entstehungszeit der homerischen Epen und dem Beginn der griechischen Kolonisation des Mittelmeerraums im 8. Jahrhundert v. Chr. angesetzt. Die Griechen verbreiteten ihre Kultur in den folgenden Jahrhunderten im gesamten Mittelmeerraum und an den Küsten seiner Nebenmeere und seit Alexander dem Großen auch in Vorder- und Zentralasien. Die Römer brachten die antike Zivilisation bis nach Mittel- und Nordwesteuropa, wo sie sich seit dem Frühmittelalter zur christlich-abendländischen Kultur wandelte.
Je nach Forschungsrichtung werden auch die minoische und mykenische Kultur von etwa 1900 bis 1100 v. Chr. sowie die so genannten „Dunklen Jahrhunderte“ 1200 bis 750 v. Chr. zur Antike gerechnet.
Auch zwischen Antike, Völkerwanderung und Mittelalter lässt sich – wie bei allen Periodisierungen in der Geschichtswissenschaft – keine für alle Regionen, staatlichen und kulturellen Traditionen gültige Trennlinie ziehen. Je nach Betrachtungsweise sind unter anderem folgende Jahre als Epochengrenzen zwischen der Spätantike und dem Frühmittelalter vorgeschlagen worden:
- 325: Konzil von Nikaia
- 393: Letzte Olympische Spiele der Antike
- 395: Teilung des römischen Reiches nach dem Tod des Theodosius
- 476: Ende des weströmischen Kaisertums unter Romulus Augustulus
- 498: Taufe des Frankenkönigs Chlodwig I.
- 529: Gründung des ersten abendländischen Benediktinerklosters und Schließung der platonischen Akademie nach dem Tod des „letzten“ antiken Philosophen Boëthius 524
- 565: Tod Kaiser Justinians
- 568: Ende der sogenannten Völkerwanderung mit dem Langobardeneinfall in Italien
- 632: Beginn der islamischen Expansion
- 641: Tod des Kaisers Herakleios

In der neueren Forschung wird inzwischen ein später Zeitpunkt favorisiert (565 bzw. die Zeit um 600 n. Chr. oder allgemein das 7. Jahrhundert). Generell erscheint es ohnehin sinnvoll, von einem Übergangszeitraum ab ca. 500 bis in das 7. Jahrhundert n. Chr. auszugehen, anstatt feste Daten zu wählen.
Der Begriff Antike wurde lange Zeit räumlich mit der griechischen, hellenistischen und später römischen Welt gleichgesetzt. In diesem Sinne wurde der griechisch-römische Kulturraum von den umgebenden Räumen so abgegrenzt, wie schon antike griechische und später römische Gelehrte sich von den Regionen der „Barbaren“ abgrenzten (siehe auch Barbaricum). Griechen wie Römer betrachteten etwa die Kelten, Germanen oder Reitervölker nicht als Teil der zivilisierten Welt. Eine Sonderrolle spielte das Perserreich (siehe Achämenidenreich, Partherreich und Sassanidenreich), das kulturell hoch entwickelt war.
Über die recht enge Definition der römisch-griechischen Welt, die durch die Klassische Altertumswissenschaft geprägt wurde, geht der universalhistorische Antike-Begriff hinaus, der unter anderem von dem Historiker Eduard Meyer im 19. Jahrhundert gefordert wurde. In jüngerer Zeit wurde er unter anderem von dem deutschen Althistoriker Josef Wiesehöfer wieder aufgegriffen. Die Mehrheit der heutigen Forscher ordnet jedoch den Alten Orient und das alte Ägypten dem „Altertum“, nicht aber der „Antike“ zu.

## Ursprünge der antiken Kultur
Die Ursprünge der europäischen Antike liegen im Dunkeln. Ihre Vorgeschichte ist etwa in der Zeit von ca. 2000 bis ca. 1600 v. Chr. im Mittelhelladikum anzusiedeln. Zu Beginn dieses Zeitabschnitts – teils auch schon im letzten Abschnitt des Frühhelladikums FH III ca. 2200–2000 v. Chr. – wanderten Indogermanen, wahrscheinlich von Norden kommend, in Griechenland ein. Offenbar unter dem Einfluss der minoischen Kultur auf Kreta, der ersten Hochkultur Europas, die ihre Blüte von ca. 1900 bis 1450 v. Chr. hatte, entwickelte sich auf dem Festland aus der Kultur des Mittelhelladikums die mykenische Kultur (ca. 1600 bis 1050/00 v. Chr.). Sie hatte ihren Ausgangspunkt vermutlich in der Argolis und erscheint unvermittelt mit reichen Schachtgräbern ab ca. 1600 v. Chr. Unter anderem übernahm die mykenische Kultur von der minoischen die Schrift. Die auf Kreta (unter anderem) verwendete Linear A-Schrift des 17. bis 15. Jahrhunderts v. Chr. wurde zur Linear B-Schrift (15. bis 12. Jahrhundert v. Chr.) weiterentwickelt. Dieser begegnet man auf zahlreichen Tontäfelchen unter anderem der Paläste in Pylos, Theben, Mykene auf dem griechischen Festland und in den zu jener Zeit mittlerweile mykenisch beherrschten Zentren Kydonia und Knossos auf Kreta.

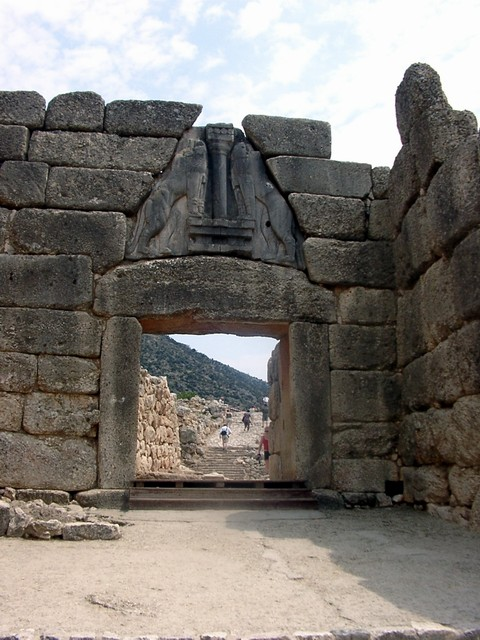
Das Löwentor von Mykene

Bekannt sind die prächtigen Zentren der mykenischen Kultur. Zu den bedeutenden Fundorten gehören Mykene, Pylos und Tiryns auf der Halbinsel Peloponnes, Orchomenos und Gla (letzteres kein Palastzentrum) in Boiotien sowie das stark mykenisch geprägte Milet in Westkleinasien. Die Zentren hatten Oberstädte (Akropolen), Burgen genannt, die im 13. Jahrhundert v. Chr. in einigen Fällen stark befestigt bzw. deren Befestigungen stark ausgebaut wurden (Mykene, Tiryns, Athen). Reiche Kuppelgräber, feine, teils reich bemalte Keramik, kunstvolle Gold-, Silber- und Fayence-Arbeiten zeugen vom Reichtum und von der Spezialisierung des Wirtschaftssystems, das in Teilen Griechenlands ab ca. 1400 v. Chr. von mächtigen Palastzentren, die größere Regionen beherrschten, zentral gesteuert wurde (so in Böotien, Attika, Messenien und in der Argolis; siehe auch Mykenische Palastzeit). Intensive Handelskontakte wurden mit dem Nahen Osten, Assyrien und Ägypten gepflegt. Mykenische Keramik war in weiten Teilen des Mittelmeergebiets beliebt; möglicherweise ließen sich in manchen Siedlungen Süditaliens (Roca Vecchia, Punta Meliso, Scoglio del Tonno) sogar Handwerker nieder.
Etwa für den Zeitraum 1200 bis 750 v. Chr. setzt man traditionell das Dunkle Zeitalter an, aus dem vergleichsweise wenig überliefert ist. Zu Beginn dieser Phase wurden viele der Zentren des griechischen Festlands zerstört, womit die Grundlage der Palastkultur unterging. Die mykenische Kultur bestand jedoch noch etwa 150 Jahre weiter, erlebte in einigen Regionen ab Mitte des 12. Jahrhunderts sogar eine gewisse Nachblüte, bevor der Übergang in die sogenannte Protogeometrische Periode (ca. 1050/00–900 v. Chr.) erfolgte. Ungefähr zur gleichen Zeit, als sich um 1200 v. Chr. in Griechenland – und auch an anderen Regionen des östlichen Mittelmeerraums (s. auch Ende des Hethiterreichs, Seevölker) – Zerstörungen und Umwälzungen ereigneten, entstanden auf Zypern und einigen Orten Südkleinasiens (zum Beispiel Tarsus und Mersin) mykenisch geprägte Siedlungen. Westhandel, speziell mit Italien und Sardinien, wurde auch im 12. Jahrhundert v. Chr. weiterhin betrieben, teilweise noch im 11. Jahrhundert v. Chr. Der Überlieferung nach setzte ca. 1050 v. Chr. die sehr umstrittene Ionische Wanderung ein, in deren Verlauf die Einwohner des griechischen Festlandes die Inseln der Ägäis und die Westküste Kleinasiens kolonisierten. Auf dem griechischen Festland bietet sich ein diffuses Bild: Wenige Siedlungen wurden bisher entdeckt und die meisten machen einen – im Vergleich zur mykenischen Zeit – ärmlichen Eindruck. Ganz anders hingegen Lefkandi auf Euböa: dort wurden neben einer Siedlung mit einem großen Gebäude des Fürsten von Lefkandi Gräber gefunden, die sehr reich ausgestattet waren.
Das Dunkle Zeitalter hellt sich in den letzten Jahrzehnten – dank vieler neuer Funde, vor allem, aber nicht nur, aus der mykenischen Spätphase des 12./11. Jahrhunderts v. Chr. – immer mehr auf. Nach Annahme der Homer-Forschung spiegeln unterschiedliche Passagen der Ilias die Verhältnisse dieser Zeit wider. Sie war offenbar auch für die Entwicklung der griechischen Gesellschaft zur Polis hin wichtig. Ab dem 8. Jahrhundert waren die Kontakte zum Vorderen Orient wieder sehr intensiv, und es entstanden Handelsstationen auf Zypern (Kition) und in Syrien (Al Mina). Vermutlich bereits im späten 9. Jahrhundert v. Chr. hat man von den Phöniziern das Alphabet vermittelt bekommen.

## Griechenland und die hellenische Welt

### Anfänge des klassischen Griechenlands
Mit dem so genannten archaischen Zeitalter begann im frühen 8. Jahrhundert v. Chr. die eigentliche Antike. Seit dem Jahr 776 v. Chr. ist die Siegerliste der Olympischen Spiele überliefert. Von etwa 770 bis 540 v. Chr. breiteten sich die Griechen während der Großen Kolonisation im westlichen Mittelmeer (vor allem Sizilien und Unteritalien, siehe auch Magna Graecia, und bis Marseille), an der nördlichen Ägäis und am Schwarzen Meer aus. In Kleinasien waren Griechen bereits vorher ansässig. In dieser Zeit (etwa zwischen 750 und 650 v. Chr.) wurden vermutlich auch die Homerischen Epen (Ilias und Odyssee) schriftlich fixiert, die ältesten Literaturdenkmäler des Abendlands. Die ältesten tatsächlich erhaltenen Papyrusfragmente dieser Texte stammen aus dem 3. Jahrhundert v. Chr., die ältesten Codices mit längeren Textpassagen tauchen im Mittelalter (etwa 10. Jahrhundert n. Chr.) auf, wie generell der Großteil der erhaltenen antiken Literatur vor allem in mittelalterlichen Handschriften überliefert ist. Hesiod wirkte ebenfalls etwa in der Zeit um 700 v. Chr.

### Entstehung der Polis

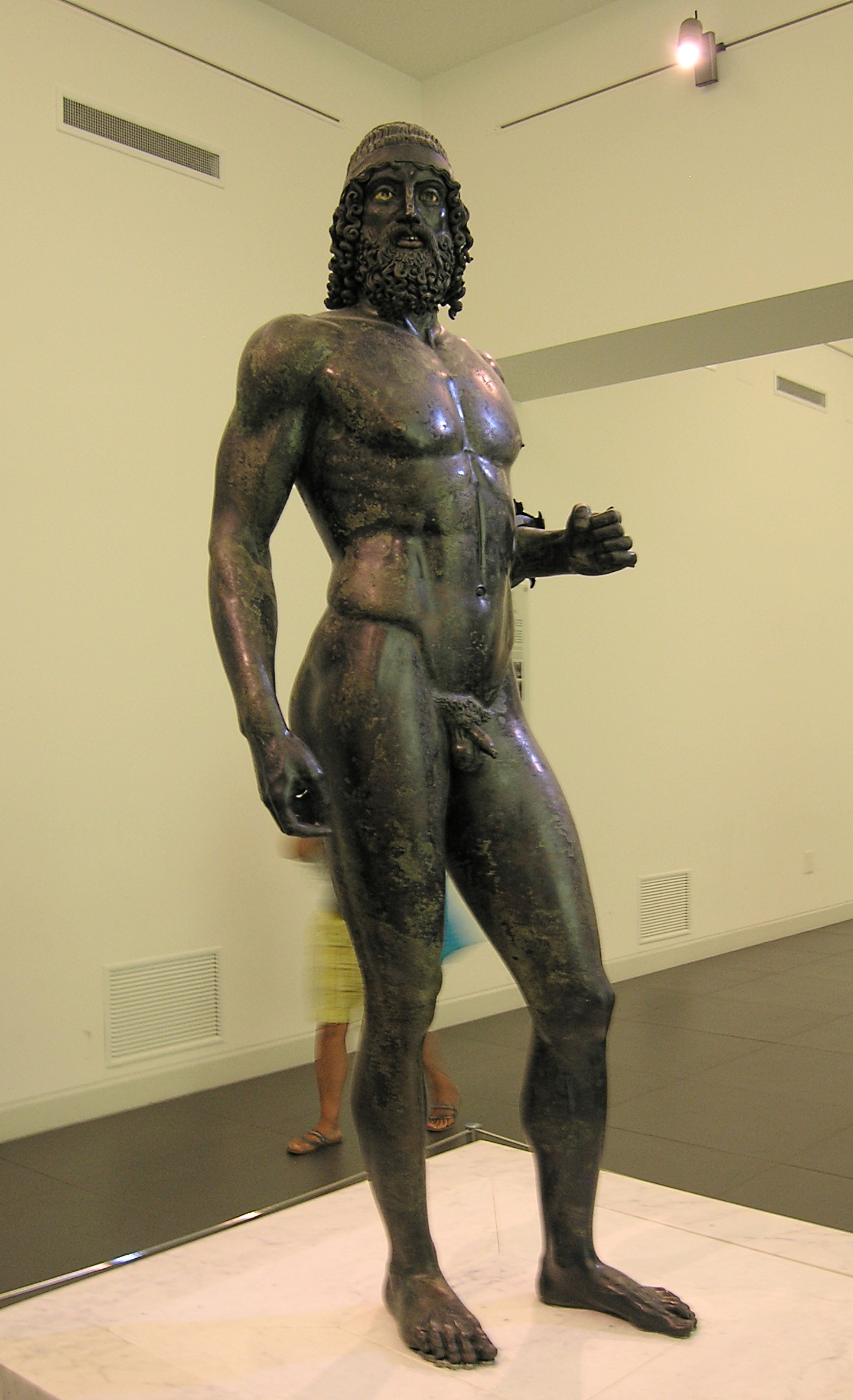
Ein antiker griechischer Krieger, Bronzestatuen von Riace, 450 v. Chr.

Die klassische Periode war eine Zeit großer kultureller und wissenschaftlicher Entfaltung. Zugleich bildete sich das System der griechischen Stadtstaaten, der Poleis, heraus, wobei diese in der Mehrzahl nur eine sehr kleine Bevölkerung umfassten. Der werdende Militärstaat Sparta im Süden der Peloponnes unterwarf zwischen 720 und 600 v. Chr. Messenien und kontrollierte damit den gesamten südwestlichen Teil der Halbinsel. Die Stadt mit ihrer oligarchischen Verfassung kann als das erste Beispiel für die fortan herrschende Polis-Struktur gelten.
Auch in vielen anderen griechischen Stadtstaaten regelten Verfassungen das Zusammenleben der Bürger, aber auch die Tyrannis, wie sie um 650 v. Chr. beispielsweise in Korinth und Megara bestand, war keine Seltenheit. In Athen bildete sich unter wechselnden Voraussetzungen schließlich ein demokratisches System heraus. Nach den Gesetzgebungen Drakons (621 v. Chr.) und Solons (594/593 v. Chr.) gelang es Peisistratos und seinen Söhnen etwa zwischen 561 und 510 v. Chr. zwar noch einmal, eine Tyrannis zu errichten. Bis 501 v. Chr. brachten die Reformen des Kleisthenes von Athen aber den Durchbruch für die Attische Demokratie.

### Blütezeit Athens
Mit Athens Unterstützung der kleinasiatischen Griechenstädte im Ionischen Aufstand um 500 v. Chr. begann ein annähernd zweihundertjähriger Konflikt mit dem Perserreich, zunächst in Gestalt der drei Perserkriege, die der Historiker Herodot, der „Vater der Geschichtsschreibung“ (mit ihm lässt man traditionell die griechische Geschichtsschreibung beginnen, vgl. Liste der griechischsprachigen Geschichtsschreiber der Antike), in seinen Historien geschildert hat, wenngleich nicht immer zuverlässig. Als die Perser zu einer Strafexpedition in Griechenland einfielen, wurden sie 490 v. Chr. von den Athenern in der Schlacht bei Marathon besiegt. Zehn Jahre später unterlag der persische Großkönig Xerxes I. der athenischen Flotte unter Themistokles in der Schlacht von Salamis und 479 v. Chr. den vereinigten Heeren der griechischen Poleis in der Schlacht von Plataiai. Die Perser waren vorerst zurückgedrängt, die griechischen Stadtstaaten in Kleinasien aus der Abhängigkeit befreit.

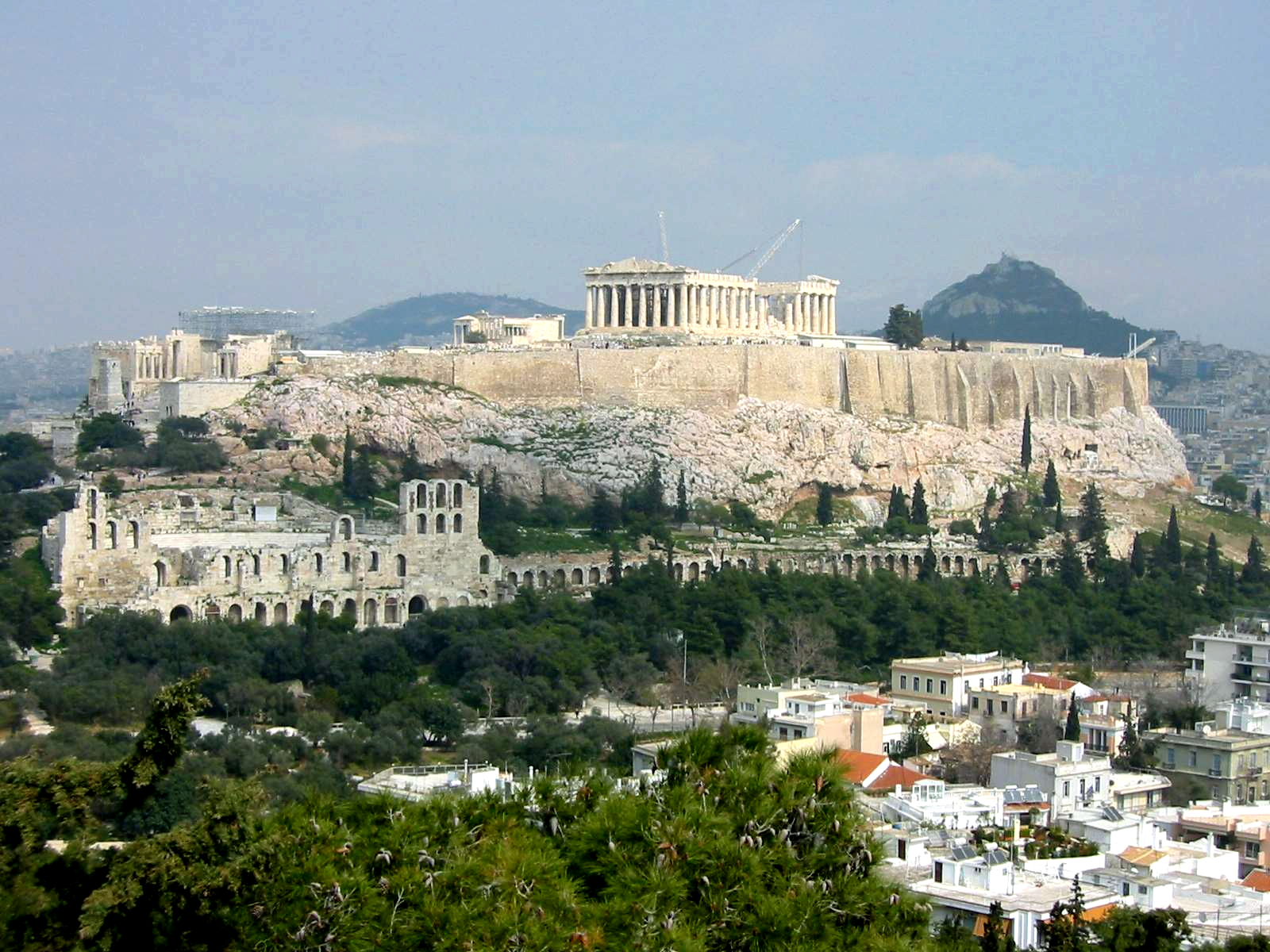
Die Athener Akropolis

Nach der erfolgreichen Verteidigung und mit der Gründung des Attischen Seebunds 477 v. Chr. unter der auf die eigene Seemacht gestützte Vorherrschaft Athens setzte eine etwa 50-jährige Blütezeit der Stadt (die Pentekontaetie) ein, die bis zum Ausbruch des Peloponnesischen Krieges 431 v. Chr. (bzw. bis zum Tod des leitenden Staatsmannes Perikles im Jahr 429 v. Chr.) reichte. Die Akropolis mit dem Parthenontempel wurde damals unter der Regie des Phidias zum glanzvoll-repräsentativen Zentrum der Seemacht Athen ausgebaut. Die klassischen Tragödien von Aischylos, Sophokles und Euripides kamen – meist im Rahmen festlicher Dichterwettbewerbe – im Theater zur Aufführung. Kaufleute und Gewerbetreibende, Künstler und Gelehrte zog die Metropole an. Auf der Agora wirkte neben den Sophisten der Philosoph Sokrates auf seine Mitbürger ein, dessen Lehren Platon später zu einem Werk von herausragender philosophiegeschichtlicher Bedeutung verarbeitete. Athen mit seinen zu gleichberechtigter politischer Mitwirkung gelangten (männlichen) Vollbürgern beanspruchte nunmehr, die „Schule von Hellas“, zu sein. Seine durchaus auch aggressive äußere Machtentfaltung in und mit dem Attischen Seebund führte allerdings schon während der Pentekontaetie zu Spannungen, vor allem gegenüber der konkurrierenden griechischen Großmacht Sparta.

### Kampf um die Hegemonie
Die zunehmende Rivalität zwischen der Seemacht Athen und der Landmacht Sparta mündete 431 v. Chr. in den fast 30 Jahre währenden Peloponnesischen Krieg, den die zeitgenössischen Historiker Thukydides und (im Anschluss an Thukydides) Xenophon eindringlich beschrieben haben. Der sehr wechselhaft verlaufende und mit einer als beispiellos empfundenen Brutalität geführte Konflikt endete, auch aufgrund der Unterstützung Spartas durch das Perserreich, 404 v. Chr. mit der vollständigen Niederlage Athens und mit der Errichtung einer zeitweiligen spartanischen Hegemonie über Griechenland.
In der ersten Hälfte des 4. Jahrhunderts v. Chr. führten die griechischen Städte einen fast permanenten Krieg gegeneinander und in wechselnden Koalitionen, unter fortwährender Einmischung der Perserkönige. Die Sehnsucht nach einem Allgemeinen Frieden wurde auch zu propagandistischen Zwecken eingesetzt (Königsfrieden von 386 v. Chr.). 371 v. Chr. löst Theben unter Epaminondas nach der Schlacht bei Leuktra Sparta als Hegemon ab. Doch auch Thebens Vorherrschaft bestand nur bis rund 362 v. Chr. und endete mit dem Tod Epaminondas.
Insgesamt schwächte der Peloponnesische Krieg die griechischen Poleis so stark, dass Philipp II. von Makedonien dem andauernden Machtkampf ein Ende setzen konnte, indem er Griechenland gewaltsam mit seinem hervorragend geschulten Heer einigte. Der von Athenern wie Demosthenes als nicht-griechischer Barbar betrachtete König errang in der Schlacht von Chaironeia 338 v. Chr. die Hegemonie über Hellas, die im Jahr darauf im Korinthischen Bund bekräftigt wurde.
Auf Sizilien behauptete sich derweil das mächtige Syrakus gegenüber der Handelsrepublik Karthago, welche mit den dortigen griechischen Poleis (Westgriechen) seit dem frühen 5. Jahrhundert v. Chr. im Konflikt lag. Auf Sizilien hielt sich zudem, im Gegensatz zum Mutterland, in vielen Städten die Tyrannis als Regierungsform (Dionysios I. von Syrakus, Agathokles von Syrakus und andere).

### Hellenistische Zeit (336 bis 30 v. Chr.)

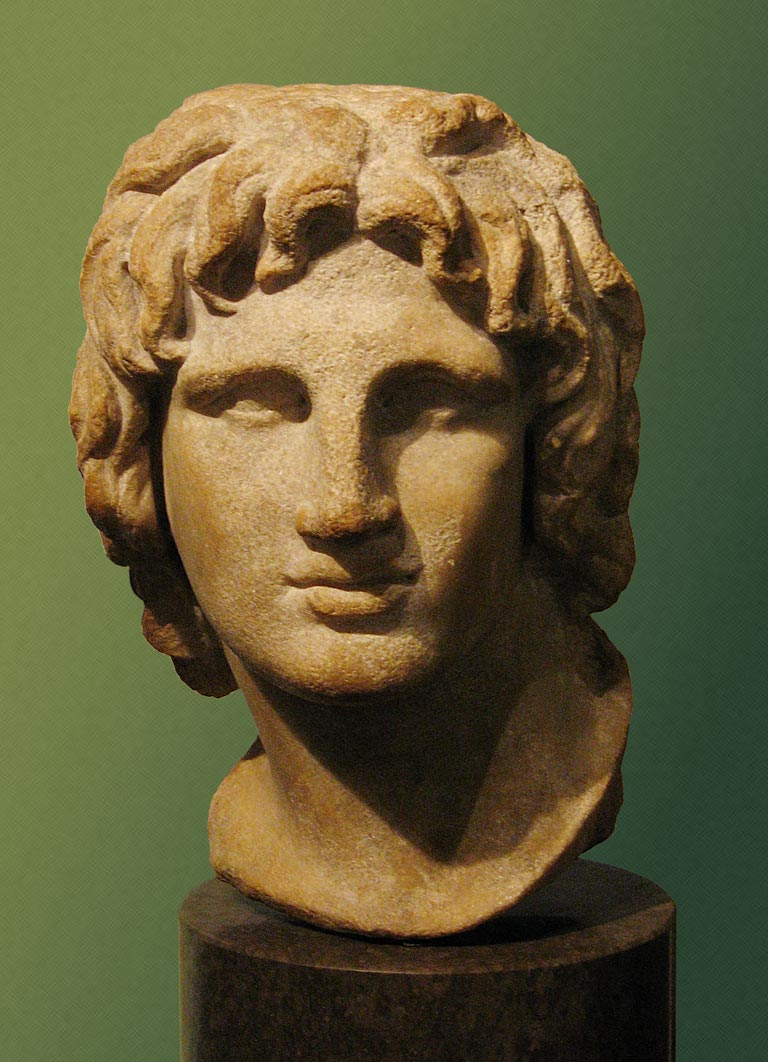
Büste Alexanders des Großen

Nach der Ermordung Philipps 336 v. Chr. führte sein Sohn Alexander der Große ein griechisch-makedonisches Heer nach Asien und eroberte in wenigen Jahren mit dem Perserreich ein Weltreich. Der Alexanderzug bahnte der griechischen Kultur im ganzen damals bekannten Orient den Weg, von Ägypten über Mesopotamien und Persien bis zu den Grenzen Indiens und Turkestans. Nach Alexanders Tod 323 v. Chr. in Babylon teilten seine Nachfolger, die Diadochen, nach lange währenden Bürgerkriegen das Reich unter sich auf und herrschten fortan als Könige. In allen Teilreichen war die Kultur in den folgenden Jahrhunderten von einer gegenseitigen Durchdringung von griechisch-makedonischen und indigenen Elementen geprägt. Die Existenz der miteinander rivalisierenden Monarchien prägte das Zeitalter in politischer Hinsicht; den Hellenismus kennzeichnete fortan ein nahezu ständiger Kampf der drei Großmächte Ptolemäer, Seleukiden und Antigoniden um die Vorherrschaft. Dennoch wuchs die Bevölkerung im gesamten Mittelmeerraum stetig und ermöglichte so das Wachstum größerer Städte und Metropolen mit Einwohnern über 100.000 Menschen. Viele Poleis erlebten eine Blüte, zudem breiteten sich in dieser Zeit der Fernhandel (siehe Indienhandel) und die Güterproduktion für große städtische Märkte aus. Verschiedene Wissenschaften blühten nicht zuletzt dank der Förderung durch Könige auf, insbesondere in Alexandria.
Seit 200 v. Chr. trat Rom als bedeutende Macht in Griechenland auf, besiegte die Antigoniden und Seleukiden ohne große Mühe und dehnte nach und nach seinen Einfluss aus. 168 v. Chr. zerschlugen die Römer das Antigonidenreich, und 146 v. Chr. unterstellte das Römische Reich die Mitglieder des unterlegenen Achaiischen Bundes faktisch dem Statthalter der neuen Provinz Macedonia; Korinth als führende Polis der Achaier wurde gebrandschatzt. Doch blieben zunächst viele Poleis wie Athen und Sparta zumindest äußerlich unabhängig und unterstanden nur indirekt den Römern. 133 v. Chr. erwarb Rom das Attalidenreich von Pergamon, das zur Provinz Asia wurde; und 64/63 v. Chr. beseitigte es die Überreste des Seleukidenreiches, die als Provinz Syria direkter römischer Herrschaft unterstellt wurden. Der letzte hellenistische König, der den Römern ernsthaften Widerstand leistete, war Mithridates VI., der aber scheiterte. Als letzter Nachfolgestaat des Alexanderreichs wurde im Jahre 30 v. Chr. auch das ptolemäische Ägypten, dessen letzte Herrscherin Kleopatra VII. war, als Provinz Aegyptus ins Römische Reich eingegliedert. Damit war die hellenistische Staatenwelt als machtpolitischer Faktor ausgelöscht, und fast alle Hellenen waren fortan Untertanen der römischen Kaiser, denn 27 v. Chr. wurde auch das eigentliche Griechenland als Provinz Achaea Teil des Imperium Romanum. Die griechische Kultur lebte jedoch im Römischen Reich sowie später im Byzantinischen Reich noch lange fort, und die griechische Sprache blieb die lingua franca im Osten des Mittelmeerraumes.

## Römisches Reich
Nach den Griechen wurden die Römer zu den zweiten Trägern und Vermittlern der antiken Kultur und prägten diese für mehrere hundert Jahre. Je weiter sie als Eroberer in außeritalische Länder vordrangen, desto stärker ließen sie sich von deren Kultur inspirieren und beeinflussen. Sie adaptierten vielfach lokale Gebräuche. Literatur, Philosophie, Kunst, Architektur und Alltagskultur insbesondere der Griechen, aber auch der Länder der Levante, sowie Waffentechniken der Gallier oder Germanen und religiöse Einflüsse aus Ägypten und Syrien wurden von den Römern aufgenommen. Nicht zuletzt durch die kulturelle Ausstrahlung und Heterogenität der Stadt Rom, die sich in der römischen Kaiserzeit zur Millionenstadt entwickelte, wurden solche Einflüsse im Imperium verbreitet. Über Jahrhunderte war die römische Oberschicht zudem zweisprachig und beherrschte neben Latein auch Griechisch.

### Ursprünge Roms
Rom, der Legende nach 753 v. Chr. gegründet, entstand neueren archäologischen Forschungen zufolge erst gegen Ende des 7. Jahrhunderts v. Chr. aus dem Zusammenschluss mehrerer dörflicher Siedlungen an einer Furt am Unterlauf des Tibers. Politisch und kulturell stand Rom lange unter etruskischem Einfluss; die Etrusker wiederum unterhielten schon früh Kontakt mit griechischen Siedlern.

### Römische Republik (ca. 500 bis 27 v. Chr.)

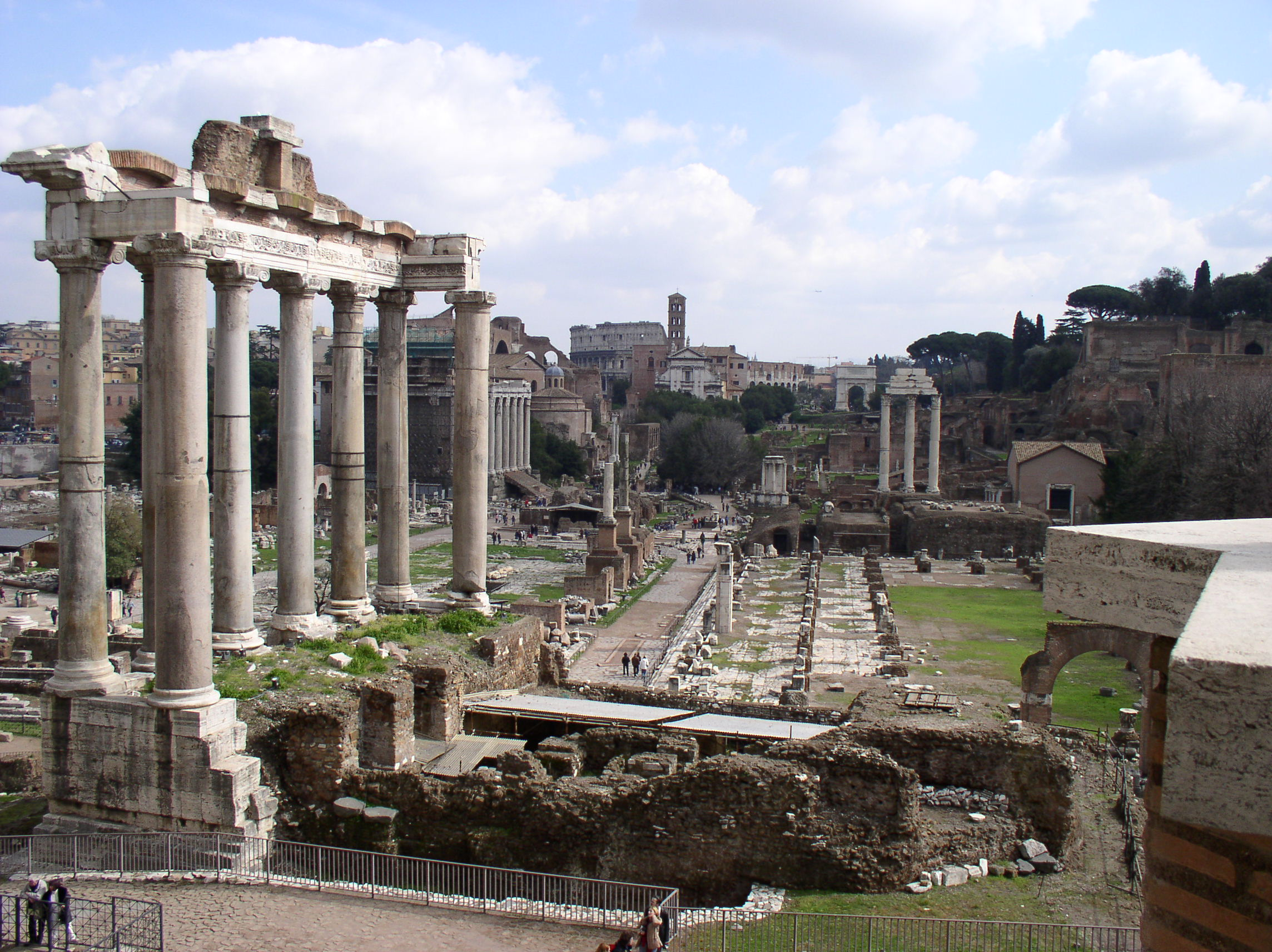
Das Forum Romanum heute.

Wohl um 500 v. Chr. befreiten sich die Römer vom etruskischen Stadtkönigtum (dessen Existenz allerdings nicht gesichert ist) und bildeten im Verlauf der folgenden Jahrzehnte schrittweise eine republikanische Regierungsform aus. In den Zwölftafelgesetzen, die wohl um 450 v. Chr. entstanden, wurden die ersten zivil-, straf- und prozessrechtlichen Normen des römischen Rechts festgehalten. Die ungeschriebene Verfassung, die sich graduell entwickelte, sah von da an ein Zusammenwirken der drei Institutionen Senat, Magistratur und Volksversammlung vor, die sich in ihrer Macht theoretisch gegenseitig beschränkten. Die offizielle Bezeichnung der Republik lautete S.P.Q.R. für Senatus Populusque Romanus (dt.: Senat und Volk von Rom). Machtpolitisch dominierte der Senat, der sich anfangs aus Angehörigen erbadliger Familien, den Patriziern, zusammensetzte, bevor sich im 4. Jahrhundert eine neue, meritokratisch legitimierte Führungsschicht entwickelte, die Nobilität. Aus ihr gingen auch die meisten Konsuln hervor, die beiden auf ein Jahr gewählten obersten Magistrate der Republik. Das wichtigste nur den Plebejern zugängliche Amt war das des Volkstribunen, der ein Vetorecht gegen Senatsbeschlüsse besaß. Seit 287 v. Chr. besaßen die Beschlüsse der von den Tribunen geleiteten plebejischen Volksversammlung Gesetzeskraft.

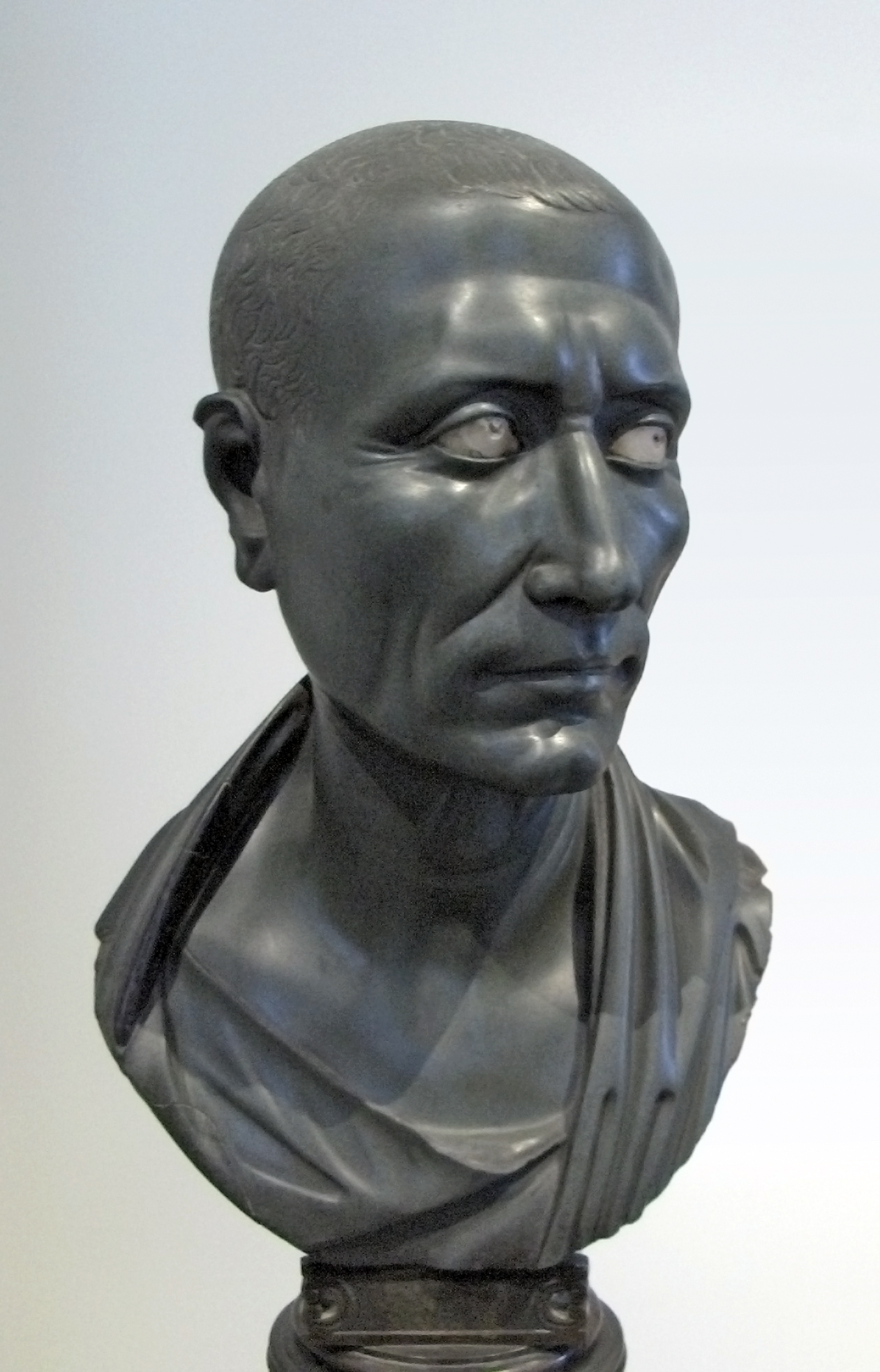
Gaius Iulius Caesar (Grüner Caesar, 1. Jahrhundert, Antikensammlung Berlin)

Mit der Legion entwickelten die Römer eine effektive Streitmacht. Bis zum Jahr 272 v. Chr. unterwarfen sie ganz Italien südlich der Poebene. Mit den Punischen Kriegen gegen die Seemacht Karthago im 3. und 2. Jahrhundert v. Chr., wobei die Kämpfe wechselhaft verliefen, begann der Aufstieg Roms zur antiken Weltmacht, die für die folgenden Jahrhunderte die gesamte Mittelmeerwelt beherrschen sollte. Nach 200 v. Chr. nahm Rom zunehmend Einfluss auf die Politik der hellenistischen Großmächte und wurde zur Protektoratsmacht im östlichen Mittelmeerraum. 148 v. Chr. wurde das Makedonien der Antigoniden, 63 v. Chr. das Reich der Seleukiden, und schließlich 30 v. Chr. das Ägypten der Ptolemäer römische Provinz.
Die Römische Republik ermöglichte durch die Herstellung von innerem Frieden und der Integration der eroberten Gebiete ein weiteres, kontinuierliches Bevölkerungswachstum, auch durch die ständige Neugründung von Kolonien in eroberten Ländern. Durch die Ansiedlung von Veteranen aus den Legionen vorheriger Kriege konnte die Republik zudem einen verlässlichen Einfluss in diesen Ländern gewinnen und gleichzeitig mit einem stetigen Bevölkerungszuwachs neue Gebiete kultivieren. Handel und Verkehr konnten dank der Römerstraßen zunehmen, welche zunächst häufig aus militärischen Gründen angelegt wurden und die wachsenden Reichsstädte und Kolonien miteinander verbanden. Entlang der Straßen entwickelten sich Streckenposten und Marktflecken zu Städten. Mit diesen infrastrukturellen Neuerungen ging im Reich ein Wachstum der wirtschaftlichen Produktion und somit auch der verfügbaren Steuermittel einher.
Lange Zeit war die Autorität der im Senat versammelten politischen Elite unangefochten; dem Volk kam vor allem die Rolle zu, durch die Verleihung von Ämtern und Würden die Hierarchie innerhalb der Nobilität zu bestimmen. Mit dem Wachstum der Republik an Größe, Macht und Wohlstand kam es jedoch im Inneren zu einer Reihe von Krisen, da die Ungleichheit innerhalb der Oberschicht wuchs. Die Nobilität begann an Integrationskraft zu verlieren, während die Rivalität innerhalb der Führungsschicht eskalierte und zunehmend vor dem Volk ausgetragen wurde. Den Optimaten, die an der Vorherrschaft des Senats festhielten, standen die Popularen gegenüber, die ebenfalls zur Oberschicht gehörten und versuchten, sich mit Hilfe der Volksversammlung gegen ihre Rivalen durchzusetzen. Seit der Gracchenzeit zog Gewalt in die Innenpolitik ein, und 88 v. Chr. kam es erstmals zum Bürgerkrieg. In der Epoche der Bürgerkriege erreichte diese Krise der Römischen Republik ihren Höhepunkt, und es zeichnete sich ab, dass die Republik als Staatsform die Erfolge nicht mehr meistern konnte, die sie gezeitigt hatte: So wurde der Prinzipat möglich, also die Umwandlung der Republik in eine faktische Alleinherrschaft mit republikanischer Fassade. Bereits der populare Politiker Gaius Iulius Caesar hatte als Diktator auf Lebenszeit (dictator perpetuus) eine quasi-monarchische Stellung erlangt. Als erster römischer Kaiser gilt jedoch sein Großneffe und Erbe Augustus, dem es nach dem Tod Caesars 44 v. Chr. und den darauffolgenden blutigen Machtkämpfe gelang, mit dem Prinzipat eine dauerhaft monokratische Staatsordnung an die Stelle der zerstörten Republik zu setzen, wobei jedoch die faktisch entmachteten Staatsorgane der Republik, zum Beispiel der Senat, noch sehr lange fortbestanden.

### Prinzipat (27 v. Chr. bis 284 n. Chr.)

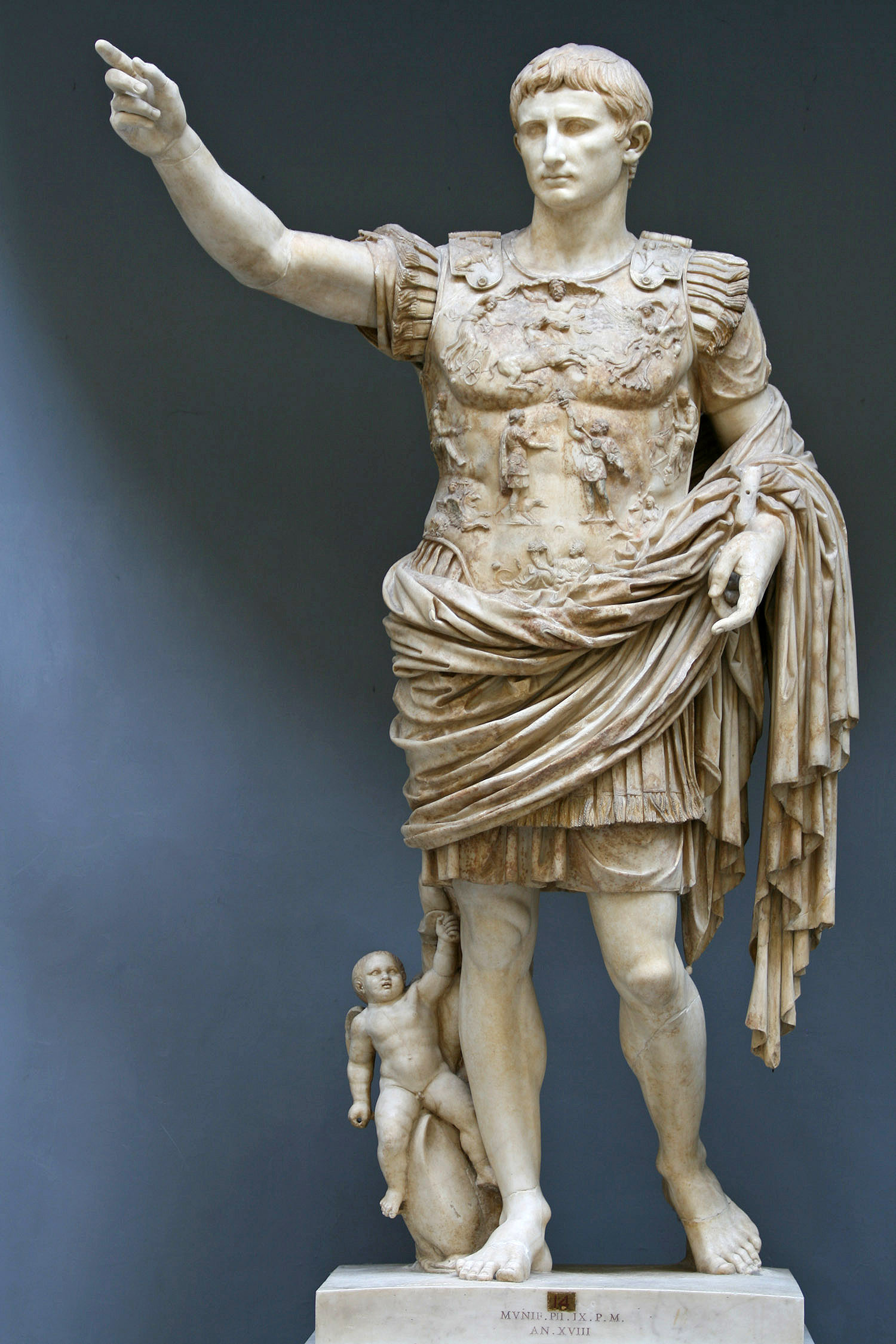
Augustusstatue von Primaporta, heute in den Musei di Antichità Classiche der Vatikanischen Museen

Das von Augustus errichtete Kaisertum (Prinzipat) wurde von ihm und seinem Nachfolger Tiberius für rund 60 Jahre recht sicher geführt. Augustus bewahrte noch bewusst eine republikanische Fassade, während mit der weitgehend reibungslosen Machtübernahme des Tiberius das Kaisertum zur Normalität wurde. Unter Caligula, Claudius und Nero traten jedoch zeitweilig Zerfallserscheinungen auf. Nach dem Krisenjahr 68/69 (Vierkaiserjahr) traten die Flavier (Vespasian, Titus, Domitian) die Regierung an, die sowohl außen- als auch innenpolitisch insgesamt recht erfolgreich herrschten. Nach der Ermordung Domitians, der 96 einer Verschwörung zum Opfer fiel, folgte eine weitere kurze Krise des Herrschaftssystems, die jedoch unter den Adoptivkaisern weitgehend behoben werden konnte.
Das Imperium – in dem die Städte weiterhin kulturell, wirtschaftlich und hinsichtlich der Verwaltung eine ganz zentrale Rolle spielten – erlebte seine größte Blüte und Ausdehnung dann auch unter diesen „Adoptivkaisern“ (das Kaisertum war auch weiterhin formal nicht erblich) in der ersten Hälfte des 2. Jahrhunderts: Einer Expansion unter Trajan (vor allem im Balkanraum und im Osten gegen das Partherreich im Rahmen der Partherkriege) folgte eine Rücknahme und Sicherung der Grenzen unter Hadrian. Bald nach der Mitte des 2. Jahrhunderts n. Chr. wuchs jedoch der Druck auf die ausgedehnten Reichsgrenzen. Im Norden und Nordosten bedrängten die Germanen, im Osten die Parther (die sich trotz mancher Niederlage behaupten konnten) das Reich. Mark Aurel, der „Philosophenkaiser“ im Geiste der Stoa, sah sich bald nach Übernahme der Herrschaft nahezu ständig zur kriegerischen Verteidigung der Reichsgrenzen genötigt. Mit seinem Tod endete 180 n. Chr. ein als Blütezeit betrachtetes Zeitalter des Imperiums.
Nach dem schwachen Commodus, der 192 ermordet wurde, stabilisierten die Kaiser aus dem Hause der Severer, hervorzuheben ist besonders Septimius Severus, die Grenzen wenigstens teilweise. Kaiser Caracalla gewährte 212 mit der Constitutio Antoniniana allen freien Reichsbürgern das Bürgerrecht. Nach der Ermordung des Severus Alexander 235 kam es jedoch unter den Soldatenkaisern zur Reichskrise des 3. Jahrhunderts, die aber erst um 260 ihren Höhepunkt erreichte. Dieser Zeitraum war geprägt von raschen Regierungswechseln, zeitweiligen und regional unterschiedlichen ökonomischen Problemen, zentrifugalen Tendenzen im Inneren (zeitweilige Abspaltung des Gallischen Sonderreichs; Verlust mehrerer Provinzen an Palmyra) und dem stetig wachsenden Druck auf die Grenzen. Neben den verschiedenen Germanenstämmen (wie den Alamannen und Goten) übte nun vor allem das Sassanidenreich im Osten einen enormen Druck aus: Nach dem Sturz des letzten Partherkönigs im Jahr 224 (bzw. 226), erneuerten die Sassaniden das Perserreich und erwiesen sich in der Regel als den Römern gleichwertige Gegner, wenngleich auch sie mit einer gefährdeten Grenze konfrontiert waren (im spätantiken Zentralasien, siehe Iranische Hunnen). Die Zeit der Soldatenkaiser wird allerdings in der neueren Forschung keineswegs mehr als eine reine Krisenzeit begriffen, sondern vielmehr als eine (wenngleich teils von Krisensymptomen begleiteten) Transformationsphase.

### Spätantike (284 bis 565/632 n. Chr.)
Mit der Einführung der Tetrarchie (293) und zahlreichen inneren Reformen gelang es Kaiser Diokletian (Kaiser seit 284) gegen Ende des 3. Jahrhunderts, das Reich wieder zu stabilisieren. Diese Zeit der beginnenden Spätantike ist gekennzeichnet von Umbrüchen, die zum Teil eine Abkehr von bis dahin wesentlichen Bestandteilen der antiken Kultur darstellten. Dazu gehört vor allem die von Kaiser Konstantin dem Großen initiierte Privilegierung des Christentums, das unter Diokletian noch verfolgt worden war. Konstantin stabilisierte das Reich durch mehrere Reformen, die vielfach an Diokletians Maßnahmen anknüpften, und die Sicherung der Grenzen; obwohl die diokletianische Tetrarchie aufgegeben wurde, blieb fortan ein Mehrkaisertum die Regel. Ein letzter Versuch, die alten Kulte durch die Verbindung mit neuplatonischem Gedankengut wieder zu beleben, scheiterte mit dem Tod Kaiser Julians im Jahr 363; alle nachfolgenden Kaiser waren Christen. Teilweise stießen auch bestimmte Formen der Philosophie auf Ablehnung, wenngleich das Christentum nun selbst stark von der griechischen Philosophie geprägt wurde und zwischen 300 und 600 eine massive Transformation durchlief, bspw. mit dem Ersten Konzil von Nicäa. Die Platonische Akademie in Athen, oft als „Hort des Heidentums“ bezeichnet, wurde 529 geschlossen, während die bereits christianisierte Schule von Alexandria noch bis zum Beginn des 7. Jahrhunderts bestehen blieb.
Kaiser Valentinian I. festigte den Westen des Reiches, doch kam es 378 unter seinem Bruder Valens zur Niederlage von Adrianopel und zu einer neuen Krise. In diesem Zusammenhang gehört das Auftauchen der Hunnen (nur eines von zahlreichen Reitervölkern aus der eurasischen Steppenzone, die teils eine wichtige Rolle spielten) und der Beginn der sogenannten Völkerwanderung, deren Bewertung in der Forschung sehr umstritten ist. Kaiser Theodosius I. wiederum konnte den Osten des Reiches stabilisieren und war zugleich der letzte Kaiser, der de facto über das gesamte Imperium Romanum herrschte. Er erklärte das katholische Christentum schließlich 392 zur Staatsreligion und verbot alle heidnischen Kulte wie die Olympischen Spiele. Allerdings lassen sich noch bis mindestens in das 6. Jahrhundert hinein bedeutende heidnische Minderheiten auf dem Boden des Imperiums nachweisen, da die antipaganen Gesetze der Kaiser lange Zeit nicht konsequent durchgesetzt wurden.

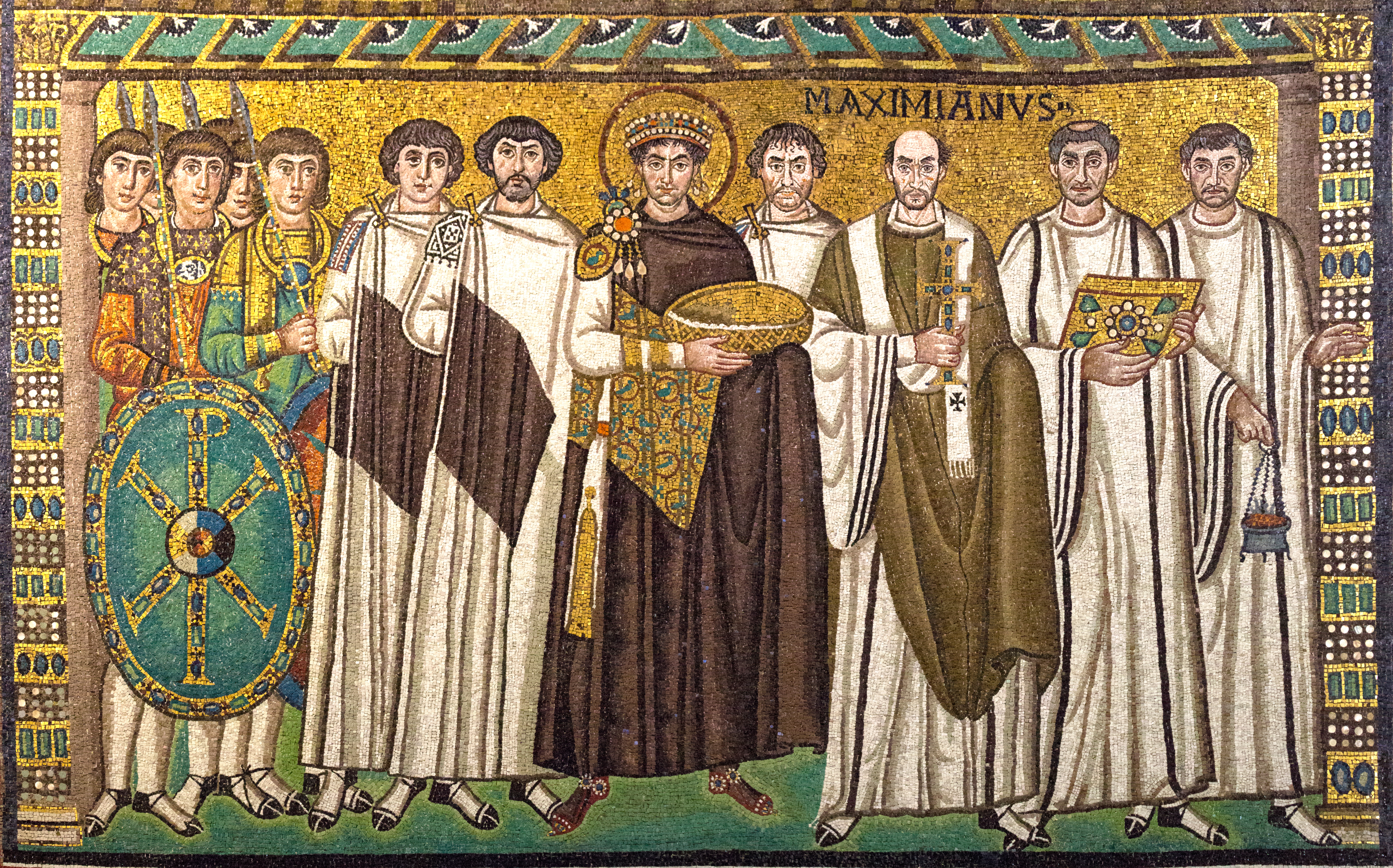
Justinian, Mosaikbild aus San Vitale in Ravenna. Der Kaiser gilt als einer der bedeutendsten Herrscher der Spätantike.

Nach der faktisch endgültigen Teilung des Reiches unter den beiden Söhnen des Theodosius 395 erwies sich letztlich nur das von Konstantinopel, dem früheren Byzantion, aus regierte Oströmische Reich auf die Dauer eines weiteren Jahrtausends als lebensfähig. Es bewahrte viele antike Traditionen; unter anderem blieb das Lateinische in dem überwiegend griechischsprachigen Reich noch bis ins frühe 7. Jahrhundert Amtssprache. Das Weströmische Reich, in dem die Heermeister zur eigentlichen Macht hinter dem Thron wurden, hingegen zerbrach aufgrund endloser Bürgerkriege, gepaart mit äußerem Druck. Kriegerverbände traten an die Stelle der kollabierenden Reichsregierung und ergriffen, zunächst als foederati, seit dem 5. Jahrhundert direkt Besitz von weströmischen Provinzen. Ihre Anführer traten hier oft als reges an die Stelle der römischen Autoritäten. Rom selbst wurde 410 von den Westgoten und 455 von den Vandalen geplündert, von der Millionenstadt der hohen Kaiserzeit schrumpfte sie auf schätzungsweise 200.000 Einwohner am Ende des 5. Jahrhunderts.
Die Spätantike sah auch das langsame Verschwinden der klassisch-antiken Stadt (polis bzw. civitas). In der Forschung ist umstritten, ob es sich hierbei um einen Niedergang oder eher um einen Wandel handelt – diese Frage stellt sich für viele andere Aspekte der Epoche (zum Beispiel im wirtschaftlichen Bereich, wobei viele Provinzen weiterhin aufblühten). Im Westen (das Ostreich war davon nicht betroffen und durchlief erst im 7. Jahrhundert eine Krisenzeit, siehe unten) lösten sich im 5. Jahrhundert zunehmend die antiken politischen Strukturen auf, während das reguläre Heer (zumindest nach Ansicht der älteren Forschung) immer stärker „barbarisiert“ wurde und die Bedeutung der nichtrömischen foederati besonders im Westen immer mehr zunahm. Die geringer werdenden Steuereinnahmen durch den Verlust von Provinzen und Steuermitteln führten dazu, dass die Regierung in Ravenna immer hilfloser wurde; die kaiserliche Autorität schwand dahin, während die eigentliche Macht nun meist bei hohen Militärs wie Aetius oder Ricimer lag, die gegeneinander oft blutige Bürgerkriege führten und das Westreich so weiter schwächten.
476 setzte Odoaker, der Kommandeur der föderierten Truppen in Italien, dann den letzten Westkaiser Romulus Augustulus ab, da dieser überflüssig geworden sei, und unterstellte sich der nominellen Oberherrschaft des oströmischen Kaisers. Die Geschichtswissenschaft sah in diesem von den Zeitgenossen nur wenig beachteten Akt früher oft das Ende der Antike. Heute wird dagegen auch das 6. Jahrhundert noch zur Antike gezählt, da vor allem im Osten römisch-antike Strukturen fortbestanden und dem oströmischen Kaiser Justinian (527–565) für kurze Zeit noch einmal eine Rückeroberung großer Teile des Westreiches gelang. Dass diese letztlich dennoch scheiterte, hatte auch mit dem Druck zu tun, den das Sassanidenreich seit 540 erneut auf die Ostgrenze des Reiches ausübte (siehe auch Römisch-Persische Kriege und Herakleios). Im Oströmischen Reich lebten antike Kultur und Geisteswelt zwar noch bis weit ins Mittelalter fort. Die 632 einsetzende islamische Expansion führte allerdings auch hier zu erheblichen Veränderungen in Verwaltung und Gesellschaft und gilt als der entscheidende Einschnitt, der das Ostrom der Spätantike vom Byzantinischen Reich des Mittelalters trennt.

## Bedeutung und Nachwirken der Antike
Antike Traditionen hatten starke und prägende Auswirkungen auf den weiteren Verlauf der Weltgeschichte, insbesondere auf die Entwicklung der westlichen Welt, die in der Antike ihre Wurzeln hat. Neuzeitliche Aufklärer, Philosophen, Staatstheoretiker, Wissenschaftler, Künstler und andere knüpften immer wieder an die Ionische Naturphilosophie, die attische Demokratie, das römische Recht, den religiösen Pluralismus, das antike Schönheitsideal und andere Hinterlassenschaften der Antike an.
Antike Traditionen gerieten auch im Mittelalter nie völlig in Vergessenheit. In den Klöstern des Abendlandes wurden antike Schriften in größerer Zahl bewahrt. Auch die Romidee blieb im Heiligen Römischen Reich lebendig. Im 8. Jahrhundert kam es zur ersten sogenannten Karolingischen Renaissance. Auch byzantinische und arabische Gelehrte stützten sich auf antikes Wissen und gaben es indirekt an das mittelalterliche Europa weiter.
Als man im Italien des 15. Jahrhunderts die – meist römischen – Überreste der Antike neu zu schätzen lernte und in der Kunst nachahmte, bezeichnete man dies als Renaissance. Die Wiedergeburt der Antike und des antiken Geistes setzte der jahrhundertelangen Dominanz religiösen Denkens in Europa ein Ende und mündete schließlich in das Zeitalter der europäischen Aufklärung und in die Moderne. Die meisten Schriftsteller und Philosophen der Aufklärungszeit beriefen sich auf die Antike und vereinnahmten diese für ihre Ideen. Ohne griechische Wissenschaft und Philosophie, ohne die damals entstandenen politischen Ideen, ohne das römische Recht, ohne Architektur und Kunst der Griechen und Römer wäre die westliche Kultur der Neuzeit undenkbar.
So trat infolge der Arbeiten von Johann Joachim Winckelmann seit dem 18. Jahrhundert die „klassische“ griechische Kunst – oder vielmehr das, was man idealisierend für diese hielt – zunehmend ins Zentrum des Interesses. Im 19. Jahrhundert sprach man im Zusammenhang mit den Arbeiten von Architekten und Künstlern wie Karl Friedrich Schinkel, Leo von Klenze und Bertel Thorvaldsen von einer Renaissance der griechischen Antike und vom Neuhumanismus.
Erst nach dem Zweiten Weltkrieg verlor die griechisch-römische Zivilisation zunehmend die Vorbildfunktion, die man ihr in Europa und Nordamerika jahrhundertelang zugesprochen hatte. Ein entscheidender Einschnitt war hier das Verschwinden des griechischen und stark auch des lateinischen Unterrichtsfaches von den Sekundarschulen. Ein weiterer Aspekt war, dass in der ersten Hälfte des 20. Jahrhunderts Elemente der antiken Tradition von Anhängern totalitärer Ideologien willkürlich aufgegriffen und so zweckentfremdet wurden. Der Führerkult des faschistischen Regimes in Italien griff direkt auf das antike Rom zurück und knüpfte (nach dem Verständnis des Regimes) an den Caesarenkult an, wobei bereits der Terminus fascismo vom lateinischen Begriff fasces abgeleitet ist. Benito Mussolini wurde als Nachfolger des Augustus in eine Reihe mit den römischen Caesaren gestellt, und es wurde eine „Wiedererrichtung“ des antiken Römischen Reiches angestrebt. Auch das NS-Regime in Deutschland orientierte sich teils an antiken Vorbildern, so etwa im Zusammenhang mit der ideologisch begründeten Lobpreisung Spartas.
Der Bedeutungsverlust nach dem Ende des Zweiten Weltkrieges hat für die Altertumswissenschaften allerdings immerhin den Vorteil, dass nun ein unverstellterer, neutraler Blick auf die Antike leichter möglich ist.
Die erhaltene Zeugnisse der Antike sind – neben überlieferten Texten philosophischer, literarischer oder historischer Natur – zahlreiche Objekte der griechischen und römischen Kunst: von großen Skulpturen bis zur Kleinkunst, Töpferei, Münzen etc. Wichtige Antikensammlungen befinden sich in Rom, Athen, Neapel, Paris, London, München, Sankt Petersburg, Wien und Berlin. Für die Kenntnis des antiken Alltags sind vor allem archäologische Ausgrabungen wie die in Pompeji, Olympia, Delphi oder Pergamon von Bedeutung.